# Jos De Beus
Jozef Willem (Jos) de Beus (Utrecht, 27 novembre 1952 – 16 janvier 2013) est un politologue néerlandais, qui fut professeur d’Histoire, de Sciences et culture politique à l’Université d'Amsterdam.

## Biographie
De Beus a fréquenté le lycée des Augustins d’Eindhoven. Puis il a étudié les sciences politiques à l’Université Radboud de Nimègue (1971-1977). Il était alors actif au sein de l'Association des étudiants socialistes en sciences politiques (Socialistische Studentenbond Politicologie), qui faisait contrepoids à la toute-puissance du Parti communiste des Pays-Bas au sein des syndicats étudiants. Il a été promu cum laude avec une thèse consacrée aux finances publiques. À partir de 1977 il travaille comme chercheur associé et privat-docent en Croissance économique et en économie politique  à la faculté d’économie et d’économétrie de l’Université d'Amsterdam. Il y a travaillé entre autres à sa thèse, intitulée Markt, Democratie en Vrijheid. Een Politiek Economische Studie, et consacrée à l’œuvre de Friedrich von Hayek, James M. Buchanan et d’Amartya Sen, tous trois prix Nobel. Il a été habilité en 1989 en économie sous la direction des professeurs Hartog et Vermaat. Le Conseil de la Recherche en Sciences Politiques des Pays-Bas (Nederlandse Kring voor Wetenschap der Politiek) lui a décerné le prix annuel de la meilleure thèse en 1990. De Beus a travaillé jusqu'en 1995 au département d’Économie de l’Université d'Amsterdam, avec une année sabbatique (en 1991 et 1992) à l’Université Harvard et professeur suppléant de philosophie politique au département de philosophie systématique de l’Université de Twente (de 1991 à 1994). En 1995 il a été élu à la chaire de philosophie sociale et d’éthique de l’Université de Groningue. De 1995 à 1998, il a été doyen de la faculté de philosophie.
En 1999 il a été promu professeur d’Histoire, de Sciences et culture politique à l’Université d'Amsterdam. Sa politisation marquée lui a valu des reproches. En 2001, De Beus a donné sa leçon inaugurale Een primaat van Politiek. De 1999 à 2002 il a exercé les fonctions de président du département de Politologie. Il exerça ensuite de nombreuses fonctions administratives : président du SISWO et conservateur de la Fondation Wiardi Beckman. Il a été Commissaire européen à l'élargissement et à la politique européenne de voisinage, du Conseil consultatif des affaires internationales, du Conseil de surveillance de l'Observatoire social européen, de l'Instituut Néerlandais d'Amsterdam et du département de Politologie de l’Université Radboud de Nimègue. Depuis 2006 il était président du Conseil de la Recherche en Sciences Politiques des Pays-Bas, et de la  Fondation des Sciences Politiques. 
De Beus s'est en outre fortement impliqué dans le débat politique, en tant qu'idéologue du Parti travailliste, dont il était membre depuis 1975. Aux Élections municipales de 2002, il présidait la commission d'investiture du parti. IL était le principal rédacteur du manifeste « Ce qui unit les hommes » (Wat mensen bindt), le programme politique du Parti travailliste aux XXes élections législatives,.
De 2007 à 2010 il a été journaliste occasionnel pour la chaîne de télévision Buitenhof avant d'y mettre un terme pour raisons de santé.
Malade depuis 2009, De Beus a disparu le 16 janvier 2013 à l'âge de 60-ans.

## Recherches de politologie
De Beus était un théoricien qui ne séparait pas la politique de l'histoire ni des faits d'actualité. Dans les années 1980 il s'est consacré au libéralisme puis dans les années 1980 à l’égalitarisme. Ses dernières années ont été marquées par des recherches sur les thèmes suivants : 
- le rôle des médias et des leaders d'opinion dans les démocraties ;
- la démocratie communautaire ;
- la démocratie internationale, en particulier au sein de l'Union européenne ;
- les réponses apportées par la démocratie à la mondialisation[4].

## Le débat public
De Beus s'est beaucoup impliqué dans le débat public. Les dernières années, on lui a reproché son expression de « vide à gauche » (leegte op Links) : selon lequel il n'y aurait plus d'idées politiques nouvelles à gauche du spectre politique. Il a signalé la « réémergence d'un conservatisme populaire, d'un conservatisme du quotidien. »
Tandis que de nouveaux courants d’opinion et de nouveaux dirigeants politiques fleurissaient à droite, à gauche c'était un désert. Écœuré par la situation, De Beus s'est prononcé en 2006 en faveur de l’Appel chrétien-démocrate, au détriment du Parti travailliste.